# Marian Jaroczyński

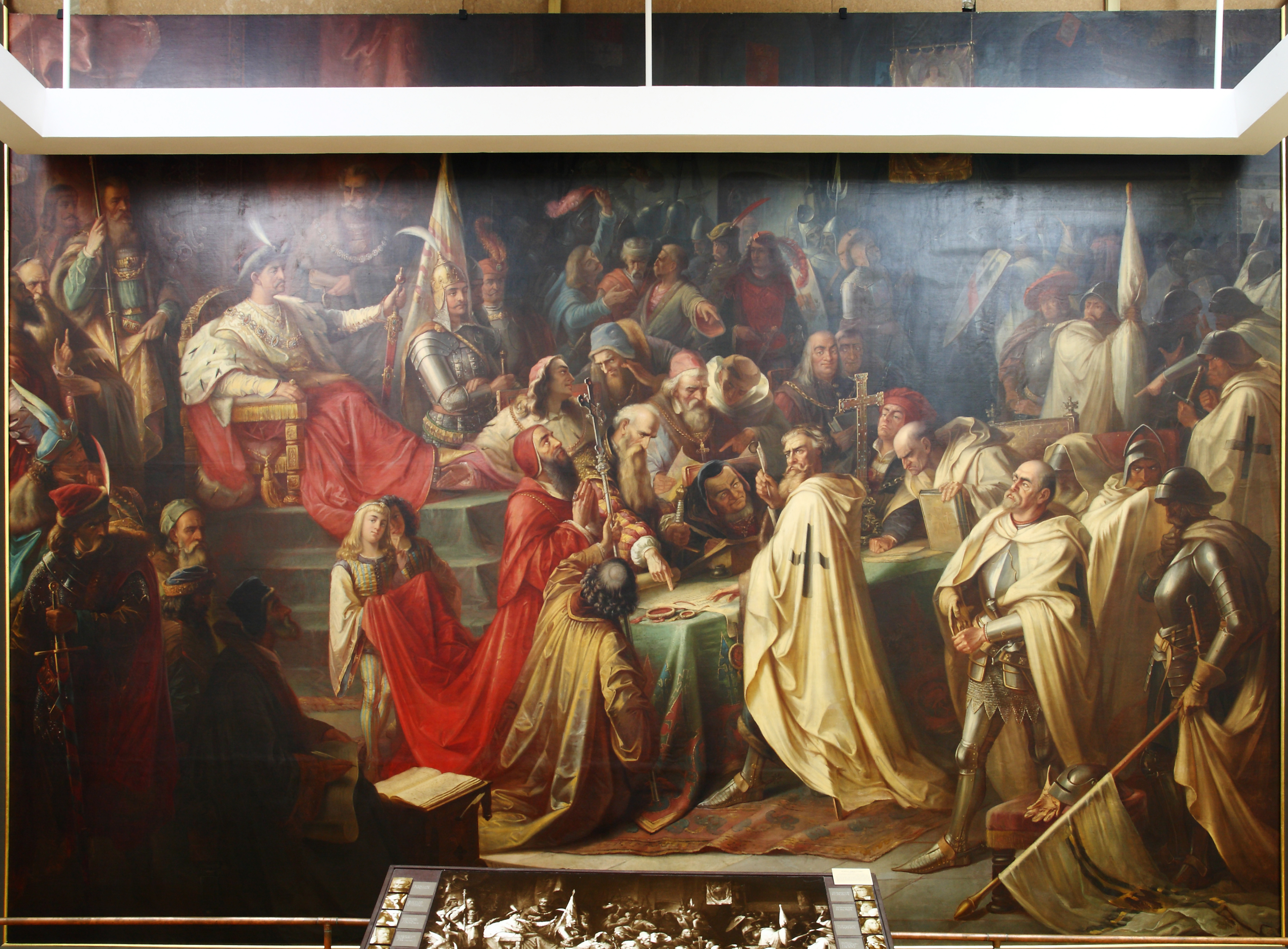
Marian Jaroczyński, II Traktat toruński, 1873, Muzeum Okręgowe w Toruniu

Marian Jaroczyński (ur. 24 lipca 1819 w Toruniu, zm. 14 stycznia 1901 w Poznaniu) – polski malarz, grafik, rysownik i rzeźbiarz.
Był synem urzędnika sądowego Ignacego i Anastazji z Cieleckich. W Toruniu ukończył gimnazjum, potem studiował w Akademii Sztuk Pięknych w Berlinie. Po studiach pracował przez kilka lat w Kórniku; namówiony przez grafika Kajetana Kielisińskiego, pracującego w Kórniku jako bibliotekarz, wykonywał swoje pierwsze grafiki, oparte na obserwacji natury.
W 1846 przeniósł się do Warszawy, w 1848 do Torunia. Brał udział w wydarzeniach związanych z powstaniem wielkopolskim. W styczniu 1849 był reprezentantem Kórnika na zjeździe Ligi Polskiej w Kórniku, wkrótce na stałe osiadł w Poznaniu. Prowadził tam zakład litograficzny, był nauczycielem rysunków w gimnazjum realnym oraz kierownikiem Wieczorowej Szkoły Rysunków i Modelowania (założonej w 1865 przez Towarzystwo Przemysłowe w Poznaniu). Udzielał pomocy uczestnikom powstania styczniowego, co przypłacił półtorarocznym pobytem w berlińskiej twierdzy Moabit. Od 1871 – po likwidacji zakładu litograficznego – skoncentrował się na twórczości malarskiej.
Prace Jaroczyńskiego to przede wszystkim sceny historyczne i polityczne, związane głównie z wydarzeniami 1848 i uciskiem pruskim; tworzył także obrazy o tematyce religijnej i ludowej (z Wielkopolski i Tatr). Był równocześnie konserwatorem, odnawiał między innymi portrety króla Władysława Jagiełły i królowej Jadwigi w kościele Bożego Ciała w Poznaniu. Jako rzeźbiarz był między innymi twórcą popiersia Kopernika (1876).
Znane prace:
- II Traktat toruński (1873)
- Wielkopolanka (1885)
- Autoportret (1889)
- Rybak znad Gopła
- Portret męski (dwa ostatnie w muzeum w Lesznie)

W 1863 poślubił Marię z Millerów, był ojcem zmarłego w dzieciństwie syna Bogdana.